# Ant (Rumunia)
Ant – wieś w Rumunii, w okręgu Bihor, w gminie Avram Iancu. W 2011 roku liczyła 172
mieszkańców.